# Grethe Hinge
Grethe Hinge er en tidligere dansk atlet. Hun var medlem af AGF.

## Danske mesterskaber
- Guld 1962 Højdespring 1,50
- Sølv 1962 Længdespring 5,35
- Sølv 1961 Længdespring 5,37
- Sølv 1960 Højdespring 1,50
- Bronze 1960 Længdespring 5,14
- Guld 1955 Længdespring 5,26

## Personlige rekorder
- Længdespring: 5,60 1957